# Římskokatolická farnost Horní Habartice
Římskokatolická farnost Horní Habartice (lat. Oberebersdorfium) je církevní správní jednotka sdružující římské katolíky na území obce Horní Habartice a v jejím okolí. Organizačně spadá do děčínského vikariátu, který je jedním z 10 vikariátů litoměřické diecéze. Centrem farnosti je kostel svatého Jana Křtitele v Horních Habarticích.

## Historie farnosti
Matriky jsou v místě vedeny od roku 1784. Farnost byla kanonicky zřízena od roku 1858.

### Duchovní správcové vedoucí farnost
Začátek působnosti jmenovaného v duchovní správě farnosti od:
- 1787   cap. exposit. Florus Hegenbart OFM Cap., n. 1757, † 4. 2. 1795
- 20. 2. 1795 cap. exposit. Anton. Conrad. Voigt OFM Cap, n. 1756, † 28. 8. 1814
- 20. 6. 1806 cap. exposit. Jos. Guth OFM Cap., n. 11. 7. 1755 Pont., o. 10. 3. 1781, † 16. 5. 1836
- 1812  cap. exp. vacat, admin. int. Alois. Harnisch
- 14. 7. 1812 cap. exposit. Ioann. Mich. Starch, n. 30. 9. 1785 Markersdorf., o. 15. 8. 1809, † 13. 12. 1828
- 1814   cap. exposit. Franc. Gautsch, n. 4. 8. 1789 Ober- Ebersdorf., o. 28. 8. 1812, † 5. 5. 1864
- 1830   cap. exposit. Anton. Schwab, n. 2. 1. 1800 Prohnens., o. 24. 8. 1824, † 13. 11. 1831
- 1833   cap. exposit. Joann. Jos. Toelzer, n. 4. 4. 1783 Schneckendorf, o. 31. 8. 1807, † 13. 8. 1861
- 1843   cap. exposit. Joann. Maaz, n. 28. 12. 1808 Lobendava, o. 3. 8. 1835, † 24. 8. 1900
- 1848   cap. exposit. Jos. Heller, n. 14. 11. 1812 Mariaschein, o. 3. 8. 1837, † 5. 11. 1892
- 1849   cap. exposit. Wenc. Klucker, n. 25. 9. 1818 Witosessium, o. 29. 7. 1842
- 1859   proto-par. (první-farář) Wenc. Klucker, n. 25. 9. 1818 Witosessium, o. 29. 7. 1842, † 6. 7. 1888
- 1872   Jacob. Knechtel, n. 25. 7. 1830 Hasel, o. 25. 7. 1842, † 21. 9. 1907
- 1879   Franc. Schopf, n. 8. 11. 1840 Ludic., o. 28. 6. 1864, † 17. 1. 1894
- 1892   Jos. Melzer, n. 9. 12. 1862 Johnsdorf., o. 22. 5. 1887, † 5. 3. 1926
- 1897   par. vacat, admin. interc. Wenc. Keist
- 1898   Joann. Vítek, n. 11. 2. 1863 Ktova, 22. 5. 1887, † 10. 8. 1935
- 1900  Jos. Šebor, n. 21. 3. 1863 Nymburk, o. 27. 5. 1888, † 17. 9. 1951
- 1918   par. vacat, admin. interc. Jos. Maschke
- 1919   Anton. Hauptmann, n. 9. 5. 1858 Markersdorf, o. 3. 6. 1883, † 30. 12. 1932
- 1. 9. 1933   Jos. Maschke, n. 6. 7. 1888 Nixdorf., o. 14.7. 1912, † 8. 11. 1952
- Po r. 1945 Ludov. Seifert
- 1. 10. 1948 František Šemík
- 9. 4.  1956 Jan Hodinář
- 1. 9.  1960 František Appl
- 1. 8.  1970   Ladislav Kubíček
- 1. 8.  1972  Karel Volejníček
- 1.7.  1975  Jan Bláha
- 1. 7.  1990 Pavel Zach
- 1. 4.  1991 Jaroslav Gajdošík
- 1. 10 1992  Jiří Sucharda
- 1. 8.  1998 Štefan Pilarčík
- 1. 7. 2001   Bohuslav Bártek, admin. exc. z Benešova nad Ploučnicí
  - 1. 10. 2005 Mgr. Marcel Hrubý, admin. exc. in materialibus ze Srbské Kamenice
- 1. 10. 2005 František Segeťa, admin. exc. in spiritualibus ze Srbské Kamenice
- 1. 7.  2006   Jozef Piroh
- 30. 4. 2012  Vojtěch Suchý SJ, admin. exc. in spirit. z Benešova nad Ploučnicí
- 1. 9.  2018  František Hylmar SJ, admin. exc. in spirit. z Benešova nad Ploučnicí
- 1. 9. 2019 Jiří Kovář SJ, admin. exc. in spirit. z Benešova nad Ploučnicí
- 1. 7. 2022  Vojtěch Suchý SJ, admin. exc. in spirit. z Benešova nad Ploučnicí

Kromě kněží stojících v čele farnosti, působili ve farnosti v průběhu její historie i jiní kněží. Většinou pracovali jako farní vikáři, kaplani, katecheté, výpomocní duchovní aj.

## Území farnosti
Do farnosti náleží území obce:
- Horní Habartice (Ober Ebersdorf[p 2])

## Římskokatolické sakrální stavby na území farnosti
| Fotografie | Stavba                            | Místo           | Bohoslužby                      | Zeměpisné souřadnice             | Status       |        |        |
| Kostel | Kostel                            | Kostel          | Kostel                          | Kostel                           | Kostel       | Kostel | Kostel |
| --- | --------------------------------- | --------------- | ------------------------------- | -------------------------------- | ------------ | ------ | ------ |
| | Kostel Narození sv. Jana Křtitele | Horní Habartice | bližší informace o bohoslužbách | 50°45′57″ s. š., 14°20′23″ v. d. | farní kostel |        |        |
| Některé drobné sakrální stavby a pamětihodnosti lze dohledat zde v databázi Drobné sakrální památky Zaniklé sakrální stavby lze dohledat zde v databázi Poškozené a zničené kostely, kaple a synagogy v České republice |                                   |                 |                                 |                                  |              |        |        |

Ve farnosti se mohou nacházet i další drobné sakrální stavby, místa římskokatolického kultu a pamětihodnosti, které neobsahuje tato tabulka.

## Příslušnost k farnímu obvodu
Z důvodu efektivity duchovní správy byl vytvořen farní obvod (kolatura) farnosti Srbská Kamenice, jehož součástí je i farnost Horní Habartice, která je tak spravována excurrendo. Přehled těchto kolatur je v tabulce farních obvodů děčínského vikariátu.